# Jules Perrot

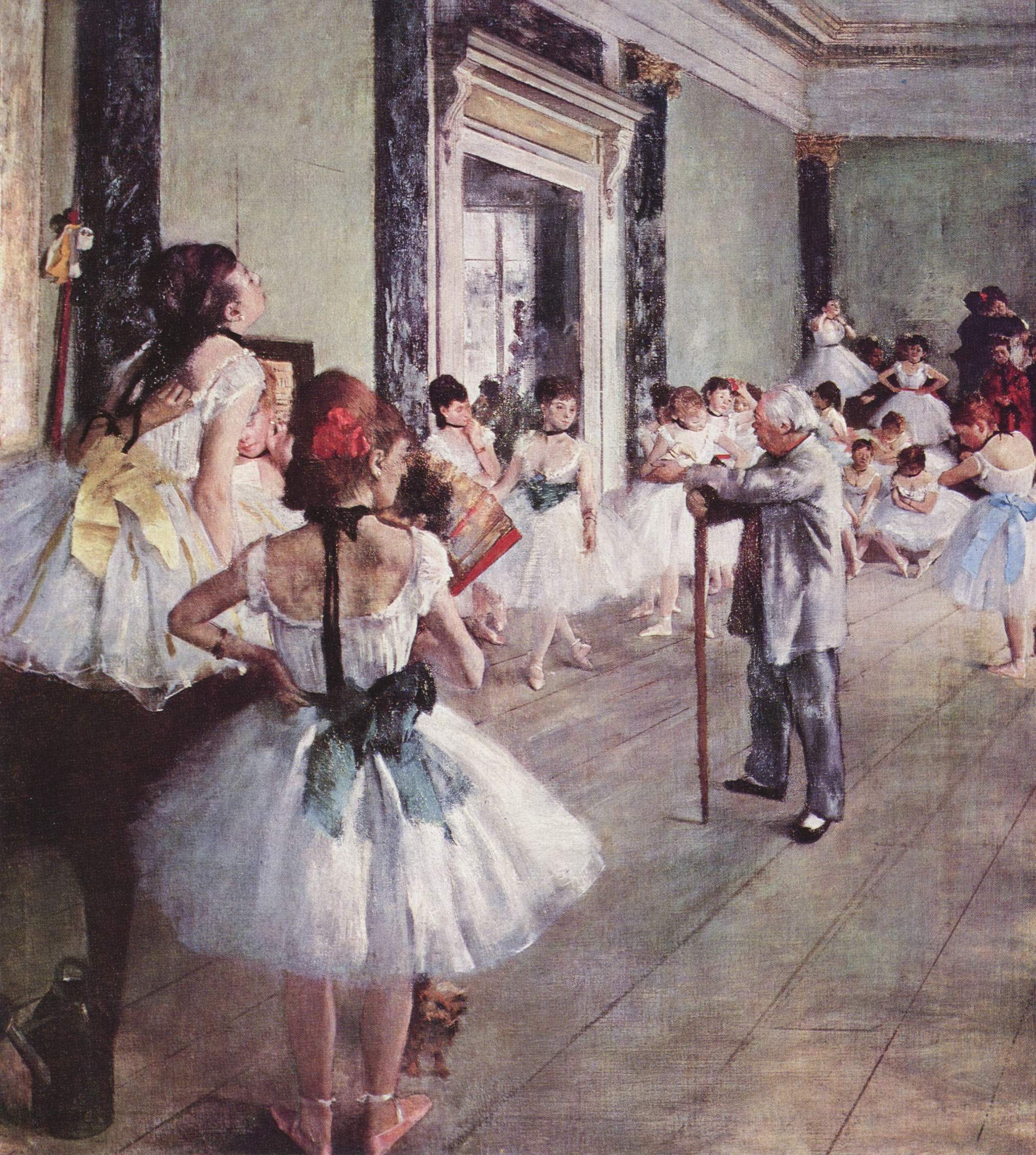
Jules Perrot instruerar dansöser i Edgar Degas Dansklassen (1875).

Jules Perrot, född 18 augusti 1810 i Lyon, död 29 augusti 1892, var en fransk balettdansare och koreograf.
Han levde först tillsammans med Marie Taglioni och senare med Carlotta Grisi.